# Косигуина
Косигуина (исп. Cosigüina) — стратовулкан в Центральной Америкe.
Находится в западной части Никарагуа. Расположен на полуострове, в заливе Фонсека. Вулкан имеет высоту 859 метров. На восточном склоне вулкана имеются горячие источники. В кратере образовалось озеро. Последнее извержение произошло в 1859 году. В 2002 зафиксировано небольшое землетрясение. В 1958 году тут был основан заповедник дикой природы который стал первой охраняемой территорией в Никарагуа.